# 汪笑侬
汪笑侬（1858年—1918年），原名德克金，字俊清，男，满族，中国近代京剧演员、剧作家，戏剧改良的代表人物之一。早年曾任知县，后投身文艺界，选择民众喜爱的戏曲作为传达其理念的媒介。他编导的戏有二十多部，批判时政，宣扬传统的儒家思想。唱腔风格继承徽、汉二调的优点，称为“汪派”。

## 生平

### 身世与早年生活
汪笑侬清咸丰八年五月十五日（1858年6月25日）出生在一个旗籍官宦家庭。他从小聪慧好学，爱读诗。随着年龄渐长，更是博学多识，新学旧学兼修，才艺兼备，文武双全。经史子集诗词歌赋，琴棋书画医，以及佛法金石，都有所涉猎。据他的友人材屋山人说，他的经学造诣颇深，使著名经学家廖平不能专美于前。新学中，他对心理学、催眠术、法律、西洋史、商业史，也都颇有心得。同时，他又擅长拳术和枪炮。成年的德克金还拥有不错的相貌。这些素质后来都成了他唱戏的本钱、编戏的本源。
同治十三年（1874年），德克金考中秀才。可他感到“议政堂间草木枯”、“大厦将倾在眼前”、“爆裂中原顷刻中”，清朝气数已尽。他“此时间暇笑”、“欲哭哭不出”，对科举产生了厌恶。于是他开始过上放浪形骸的生活，时常以诗酒联谜来排遣愁闷，或与友人吟诗作画、漫谈释佛金石、医卜星术，时而议论中国内政外交的得失成败。由于猜谜时特别喜欢说“不妥”，被人起了个绰号“德不妥”。他喜与乞丐为伍，饮酒每饮必醉，醉后破口大骂，倾泻胸中积郁。
不过他最大的爱好是皮黄。他常在翠凤庵票房学戏，从主持票房的赵子明、金秀山、戴燕宾游，戏艺日进。光绪二年(1876)，孙菊仙来京，与德克金相识结成忘年交。德克金得到这位名须生以及安静之的执导，戏艺大进。某年秋，他偶然得到机会在《四进士》中饰演宋世杰，竟然以此成名。

### 弃官从艺
光绪五年（1879年），德克金考中举人，可是不愿再往上考了。父亲无法，只好为他集资捐了个官。他被分发河南，任太康县知事。于是，他聘用了名青衣余紫云的弟子为幕僚，离京赴任。到了任所，他原也想做好这个官，但官场腐败，他为人刚正，为上司不喜。因此常郁郁不得志，或者溺于诗酒，或者仍借檀板丝弦，发泄弧愤，与幕友操琴弄弦，酣歌唱和。所以上任不久朝夕酣歌的名声就很快传出县衙。上司们认为他行为不检，更加嫌憎他。这时差里正好出了件民案：县里有一豪绅欺凌百姓，百键告到县里。他正愤愤不平，不料豪绅还来行贿。他拒绝贿赂，秉公而断，得罪了这个豪绅。这个豪绅怀恨在心，去贿赂河南巡抚。抚台乘机以“耽于声色，怠于牧民”的罪名参了他一本，革了他的官职。
亲友们替他惋惜，可他自己反而觉得解脱，决意不再做官，投身伶界。他找到京剧老生“汪大头”汪桂芬，想要拜师。汪桂芬虽只比德克金大两岁，但他是梨园子弟、坐科出身，而且嗓音雄劲刚健，早享盛名，认为德克金嗓音不佳，有点瞧不起地说：“侬谈何容易!”德克金从此发奋用功，勤学苦练。他先私淑程长庚，因程是京剧开山祖师，现任三庆班主、三大微班总管、精忠庙会首，管领各菊部，各派老生都由程派发展而来，所以凡学老生几无不宗程。但他自觉嗓音确不是上乘，就演老生，学汪桂芬唱法，不久就登台演出。
某日唱堂会戏，德克金高歌一曲，自感良好，不料此日汪桂芬也在座观听，予以取笑。德克金事后得知，大为惭恨，说：“汪桂芬笑我!”为了自勉自励，他取“汪桂芬笑我”的意思，以“汪笑侬”为艺名，正式投入梨园。亲人们以为不齿，他却把唱戏当做乐事。他从此更姓变名为汪僢，字舜人，号仰天，署其居为“天地寄庐”，表示自己是个两足相向仰天卧地的天地旅客；又字孝农，号伶隐，表示他绝意仕途隐身于怜。别署红光、笑依、竹天农人。结果他被削除旗籍，赶出北京，开始了职业京剧生涯。

### 戏剧生涯
刚到上海的汪笑侬，只知模仿汪桂芬，追求声名宏大，观众认为他嗓音过低，不欣赏他。结果他仅奏艺半载，未能得志而去，在江南潦倒失意。 他自知嗓音不润，常有周转不灵之虞，益加奋发。他不倦地奔波，下长江，奔海上，走普陀，漂泊山岭之间，处处求教，练习武功，琢磨唱腔，研编剧目。他力求在声腔艺术上别开生面，结合个人条件，吸取程长庚、汪桂芬、孙菊仙、谭鑫培的精华，又揉合粤调、汉调、徽调的一些特点，边练边唱，融会一炉，创造了以字为主、辅以韵味，借抑扬吞吐，重视韵趣，重视唱情，吐字有力，腔调苍老的一系列新唱腔。
汪笑侬试着开始自编新剧，其剧本比以往的更为文学化。他先后创作的有《哭祖庙》、《受掸台》、《孝妇羹》、《镂金箱》及外国历史剧《瓜种兰因》、《苦旅行》等；还整理改编了许多京剧传统剧目，如《献地图》、《骂阎罗》、《完璧归赵》、全本《空城计》、又从昆曲传奇和其他地方剧种移植改编了许多剧本，如《马前泼水》、《马嵬坡》、《琵琶泪》、《易水寒》、《洗耳记》移自昆曲传奇，《刀劈三关》移自徽调。他创作、改编、润色的剧本，文学水平较高，符合历史真实；唱词又不墨守陈规，经常打破七言十言的成规，结合剧情，文理通顺，上口流畅，生动流利。
汪笑侬再度在上海登台，改进了唱腔，克服了嗓音苦涩的缺点。他唱的有豪放、有迂回，高处陡峭、低处沉着，习得了汪桂芬和孙菊仙的优点，很能传神。嗓音虽不宽亮，但高矮俱全，气口运用到位，一气呵成。在老剧上他唱出新意，如唱《空城计》，与戏坛常见演出的唱词不尽相同，情节、人物以至场次也部有异处。常见演出的有赵云，他演的按《三国演义》改编，没有赵云，而有魏延与蒋琬，又有不少好腔，诸葛亮在城楼的一段西皮原板尤为出名。这样，他在扮相、武功方面的一些缺陷也被掩盖了，得到观众的叫好。此后，他又先后在天福、天仙、丹桂等茶园演出，并编演《左慈骂曹》、《敲骨断金》、《毛延寿》、《双尽忠》等，抒发爱国情感。有时他还在文学团体“诗钟社”中活动，小有名气。
40岁出名以后，汪笑侬虽常往返于南北各地，但长居上海搭班演出。他一向搭的是广东路满庭芳对面的春仙茶园，春仙茶园由孙菊仙与武生李春来合开。他贴演须生，同台演出有李春来，还有花旦周风文为三大主角，包银每人月60元，后增至100元；配角名“第一怪”，是孟小冬的二伯父孟鸿寿。他在春仙茶园提倡新戏，出演《波兰亡国惨》、《八珍汤》、《救奴》、《法律精神(贞女血)》、《火里罪人》等。后来孙菊仙与夏月恒在十六铺合开新舞台，汪笑侬把《火里罪人》又改编为《就是我》，移新舞台演出，轰动一时。
光绪二十四年（1898年），戊戌政变失败，顽固派血腥屠杀，六君子慷慨就义。谭嗣同就义前所写诗中曾有“我自横刀向天笑，去留肝胆两昆仑”之句。汪笑依惊闻惨剧，愤慨之极，长歌呼号：“他自仰天而笑，我却长歌当哭!”他深感时艰，心有悲愤，把昆曲《党人碑》改编为皮黄，大演特演，影射“旧派”，讽刺朝政，兴叹党祸的惨酷，哀悼戊戌党人的遇难，这也是他的得意之作。
光绪三十年（1904年），汪笑侬曾在《大陆》第七、八期上，发表二首《自题＜桃花扇＞新戏》七言古诗，借此托出他慨叹国家危亡、山河破碎、报国无门，只好用热血谱写新乐来抒发幽愁暗恨和无限沉痛的心情，其中有四句说道：“伤心无限寄州桃花，破碎山河日已斜。怕向枝头听杜宇，不知归去却无家。”所以剧评家说：“汪笑侬之演戏，得力于牢骚二字。”
光绪末，民主革命日兴，清廷正筹议立宪，社会风气日开，戏剧改革得以推行。宣统二年(1910)，蔡儒楷主持山东省教育，礼聘正在天津演戏的汪笑侬任山东省戏剧改良所所长。汪笑侬拟订了戏剧改良规划。可惜还没有来得及实施，因蔡氏去职，他也只好引去，重又南下，抒情志于歌场。宣统三年(1911)，辛亥革命前，他在南方大演《受掸台》、《铁冠图》、《桃花扇》，借演汉、明皇帝的末路，来影射清代末运就在眼前，倒台不可避免，为民主革命推波助澜。
1912年，汪笑侬自汉口返天津，应聘任天津“正乐育化会”(伶界联合会)副会长，主持“戏剧改良社”，编印《戏剧教科书》，从他学的达百余人。他喜欢评戏论剧，著论说80篇，多发前人所末发，在天津报纸上连载。袁世凯复辟后，他又作《搏浪锥》讽刺。

### 晚年
汪笑侬嗜酒好色，后来吸上了鸦片，中年以后酒瘾烟癖日益厉害，嗓音也领受影响。晚年的家庭生活也很不幸。前妻死后，年方而立的长子因反对他续娶而饮药自杀。他续娶后，次子为后母所不容，流连在外，下落不明。汪笑侬惧内，搭班唱戏，唯妻是从，包银全都交给她。他的小姨是王钟声之妻，自王死后，寄食于汪笑侬；还有妻舅也盘踞他家，贪婪无厌，时时向他索资，纠缠不休。
汪笑侬因此更加郁郁，因此烟酒日甚，与年俱进，到后来日饮汾酒一斤多，日吸鸦片一两许，烟价达28元一日。由于沉溺烟酒，练功也日益荒弛。他每天破晓始眠，以昼当夜。睡到晚上8时，家人环聚榻前，不断呼唤；不醒就用烟喷他，他只是四肢渐动，翻侧一下身子依旧酣然入梦。家人再把烟枪塞入他口中，他人不醒而烟自吸，直到呼呼吸了三五口后，始起坐披衣；再吸三五口，始下床行步；再吸三五口，才洗漱进膳；再吸三五口，这才上弦吊嗓。时间一到，挟着烟具，匆匆赶到剧场。卸装回家，就一榻横陈，双管齐下，大吸特吸，不知东方之既白。吸烟恶癖使他的肺严重受损染疾，精力日渐衰疲，声音日渐细弱，在上海舞台上渐渐失去了号召力。加上他的剧批判世事，遭到恶势力打击报复，比如《哭祖庙》上演时便遭流氓投掷烟雾弹。
1918年暮春，他在丹桂第一台演出，嗓音失润，突然哑不成声。从此，时演时辊，中怀抑郁，贫病加深，精神颐而不振。六月，某富商堂会，邀他演《空城计》，他来迟误场，座客哗散。剧场演出，竟也误场。过去他享盛名时，不苟形迹，马马虎虎，都被人视为风雅不群，传为韵事。如一次演《空城计》，饰诸葛亮，从城楼下来，到后场只顾应酬，忘了换靴，拖着鞋皮上场演“斩马謖”。观众非但不以为怪，反以为这是他对《空城计》的改良，“拖鞋皮老生”成了他的雅号。但现在他年老，丹桂第一台不再徘他的戏了。
七月，他到杭州，给浙督杨树棠祝寿。被警厅拘捕，无故遭受迫害。虽很快获释，但他已愤慨之极，郁成大病，抱病回到上海。1918年10月27日，汪笑侬病逝。他身后萧条，由友人集资，草草入殓，葬在上海真如。